# Holm Altenbach
Holm Altenbach (Leipzig, 8 de maio de 1956) é um engenheiro mecânico alemão, professor de mecânica aplicada da Universidade de Magdeburgo.

## Formação e carreira
Filho de Johannes Altenbach, também professor em Magdeburgo.
É membro da Gesellschaft für Angewandte Mathematik und Mechanik (GAMM).
Juntamente com Andreas Öchsner (Universidade Griffith) e Lucas Filipe Martins da Silva (Universidade do Porto) é editor da série de livros "Advanced Structured Materials", "SpringerBriefs in Continuum Mechanics" e também SpringerBriefs in Computational Mechanics". Em 2020 foi editor da "Enzyklopädie der Kontinuumsmechanik" com Andreas Öchsner.

## Obras
- Modeling High-Temperature Material Behavior for Structural Analysis, Part 2: Solution Procedures and Structural Analysis Examples, 2019 (com Konstantin Naumenko)
- Modeling High-Temperature Material Behavior for Structural Analysis, Part 1: Foundation of Continuum Mechanics and Constitutive Equations, 2016 (com Konstantin Naumenko)
- Kontinuumsmechanik - Einführung in die materialunabhängigen und materialabhängigen Gleichungen, 2015, doi:10.1007/978-3-662-47070-1, (1ª Ed. 1994 B.G. Teubner com seu pai Johannes Altenbach)
- Ebene Flächentragwerke - Grundlagen der Modellierung und Berechnung von Scheiben und Platten, 2015, doi:10.1007/978-3-662-47230-9, (com Johannes Altenbach e Konstantin Naumenko, 1ª Ed. 1998)
- Modeling of Creep for Structural Analysis, 2007 (com Konstantin Naumenko)
- Mechanics of Composite Structural Elements, 2018, doi:10.1007/978-3-662-08589-9 (com Johannes Altenbach e Wolfgang Kissing, 1ª Ed. 2004)
- Einführung in die Mechanik der Laminat- und Sandwichtragwerke, 1996 (com Johannes Altenbach e Roland Rikards)
- Erweiterte Deformationsmodelle und Versagenskriterien der Werkstoffmechanik, 1995 (com Johannes Altenbach e Alexandr Zolochevsky)
- Werkstoffmechanik, 1993
- Dünnwandige Stab- und Stabschalentragwerke, 1993 (com Johannes Altenbach e Wolfgang Kissing)